# Batalla de Matapan
La batalla de Matapan fou una batalla naval de la Guerra Turcoveneciana (1714-1717) ocorreguda el 19 de juliol del 1717 entre una coalició de regnes cristians i l'armada de l'Imperi Otomà. Es va desenvolupar al mar Mediterrani, en el Golf de Lacònia, a l'extrem sud de Grècia, a prop de vint milles nàutiques del nord-est del cap de Matapan, que va donar nom a la batalla.

## Antecedents
Els otomans van aprofitar la favorable situació internacional en la que la Guerra de Successió espanyola i la Gran Guerra del Nord van preocupar l'atenció de la majoria dels estats europeus per provocar una forta derrota a Rússia en la guerra de 1710-1711, encoratjant el lideratge otomà i després del Tractat d'Adrianópolis de 1713 es va obrir el camí per atacar a Venècia.
La República de Venècia s'havia mantingut neutral, fet que no va impedir que, a poc a poc, fos perdent la seva antiga preponderància mentre Turquia esdevenia més forta. Davant l'amenaça dels turcs sobre península itàlica, el Papa sol·licita auxili als reis de Portugal, França i Espanya. D'aquest només Joan V de Portugal va acudir-hi.

## Batalla
L'armada cristiana estava composta en essència per l'armada de la República de Venècia, auxiliada pels Estats Pontificis, l'Orde de Malta, Toscana i el Regne de Portugal, que van aconseguir derrotar finalment l'exèrcit otomà.

## Conseqüències
La guerra tingué un resultat indecís des del punt de vista estratègic, encara que amb la pau de Passarowitz els otomans van perdre territoris significatius a Àustria, però van mantenir les seves conquestes contra Venècia en el Peloponès i Creta, tret de Preveza i alguns forts a Hercegovina